# Tondiraba
Tondiraba est un quartier du district de  Lasnamäe à Tallinn en Estonie.

## Description
En 2019, Tondiraba compte 193 habitants.
Sa superficie est de 1,38 km2.
Tondiraba est entouré par les quartiers Katleri, Kuristiku, Mustakivi, Väo, Sõjamäe, Laagna et Loopealse.
Les rues du quartier sont : Kivila tänav, Kuukivi tänav, Kuuli tänav, Laagna tee, Mustakivi tee, Osmussaare tänav, Punane tänav, Taevakivi tänav, Tähesaju tee et Varraku tänav.

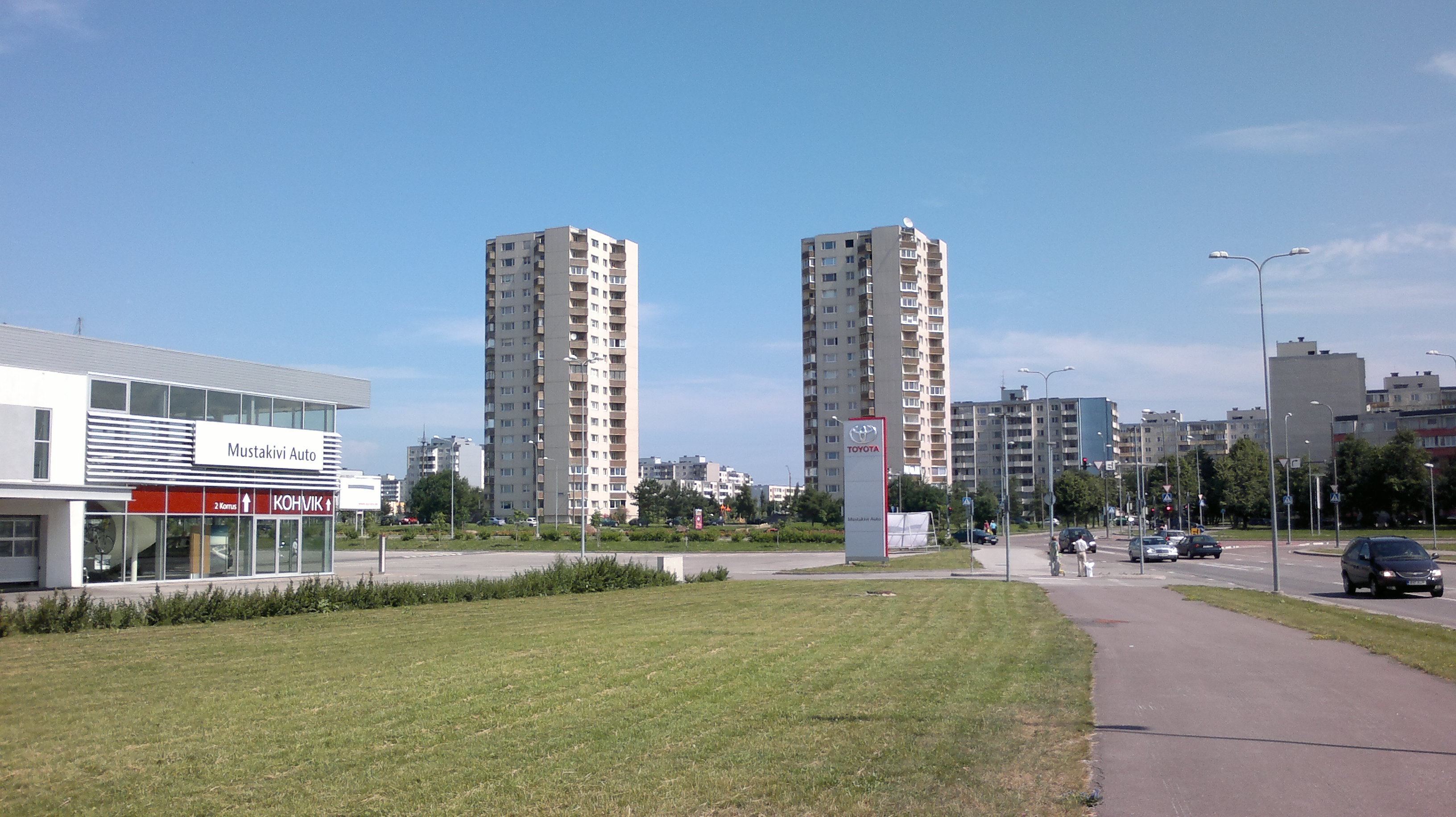
Tähesaju tee.

## Population
| 2008 | 2010 | 2011 | 2012 | 2013 | 2014 |
| ---- | ---- | ---- | ---- | ---- | ---- |
| 18   | 9    | 8    | 9    | 7    | 4    |

| 2015 | 2016 | 2017 | 2018 | 2019 | 2020 |
| ---- | ---- | ---- | ---- | ---- | ---- |
| 0    | 0    | 0    | 3    | 193  | 354  |

| 2021 | 2022 | - | - | - | - |
| ---- | ---- | - | - | - | - |
| 434  | 476  | - | - | - | - |

## Transports
Les lignes de bus n° 7, 13, 35, 49, 50, 51, 54, 55, 58, 67, 68 desservent le quartier.

## Lieux et bâtiments
À Punane tänav 69, se trouvent l'école de musique de Lasnamäe, l'école de loisirs de Tondiraba et la salle de badminton de Lasnamäe.
À Tähesaju tee 11, un immeuble commercial et de bureaux a été construit en 2022.
En 2014, la patinoire de Tondiraba a été ouverte à Varraku tänav 14 où, en plus de la patinoire principale, se trouvent un gymnase et une salle de conférence.
Jusqu'en 2009, l'Académie maritime estonienne opérait à Tondiraba (Mustakivi tänav 25), avant de déménager à Kopli. Le bâtiment de l'académie a été transformé en immeuble résidentiel Vega.
Tondiraba compte de grands centres commerciaux et magasins - Centrum, Bauhaus, Prisma, le parc d'affaires Tähesaju City ainsi que le bureau de la Caisse d'assurance-chômage.
En août 2021, s'est achevée la construction du parc de Tondiraba. Le parc compte dix aires de jeux et terrains de sport, une patinoire, un parcours d'aventure, une piste cyclable naturelle et des lieux de loisirs. Le parc est devenu une partie de ce qu'on appelle le « corridor vert », qui commence à la rivière Pirita et se termine au parc de Kadriorg.

## Galerie

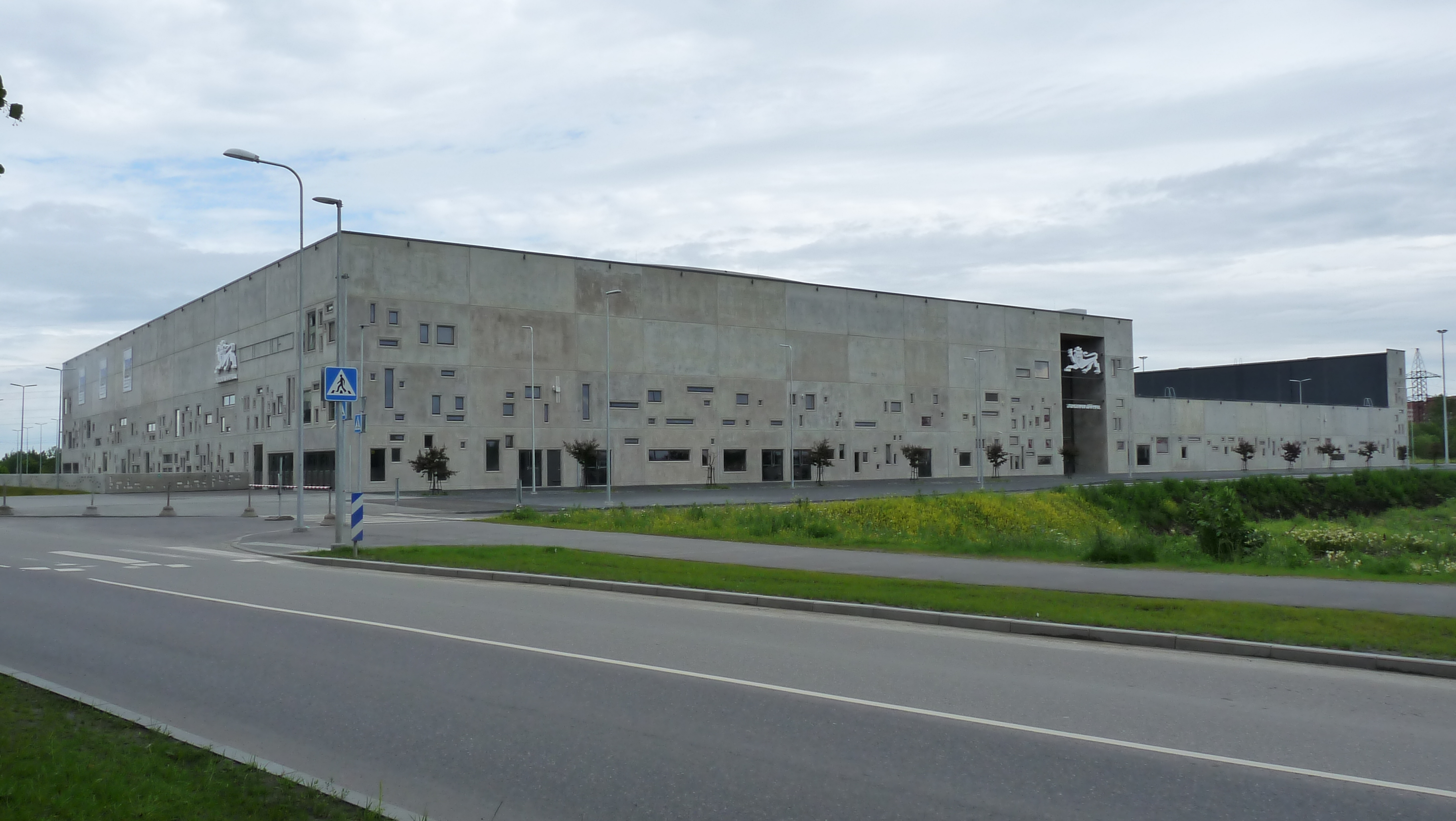
Patinoire de Tondiraba
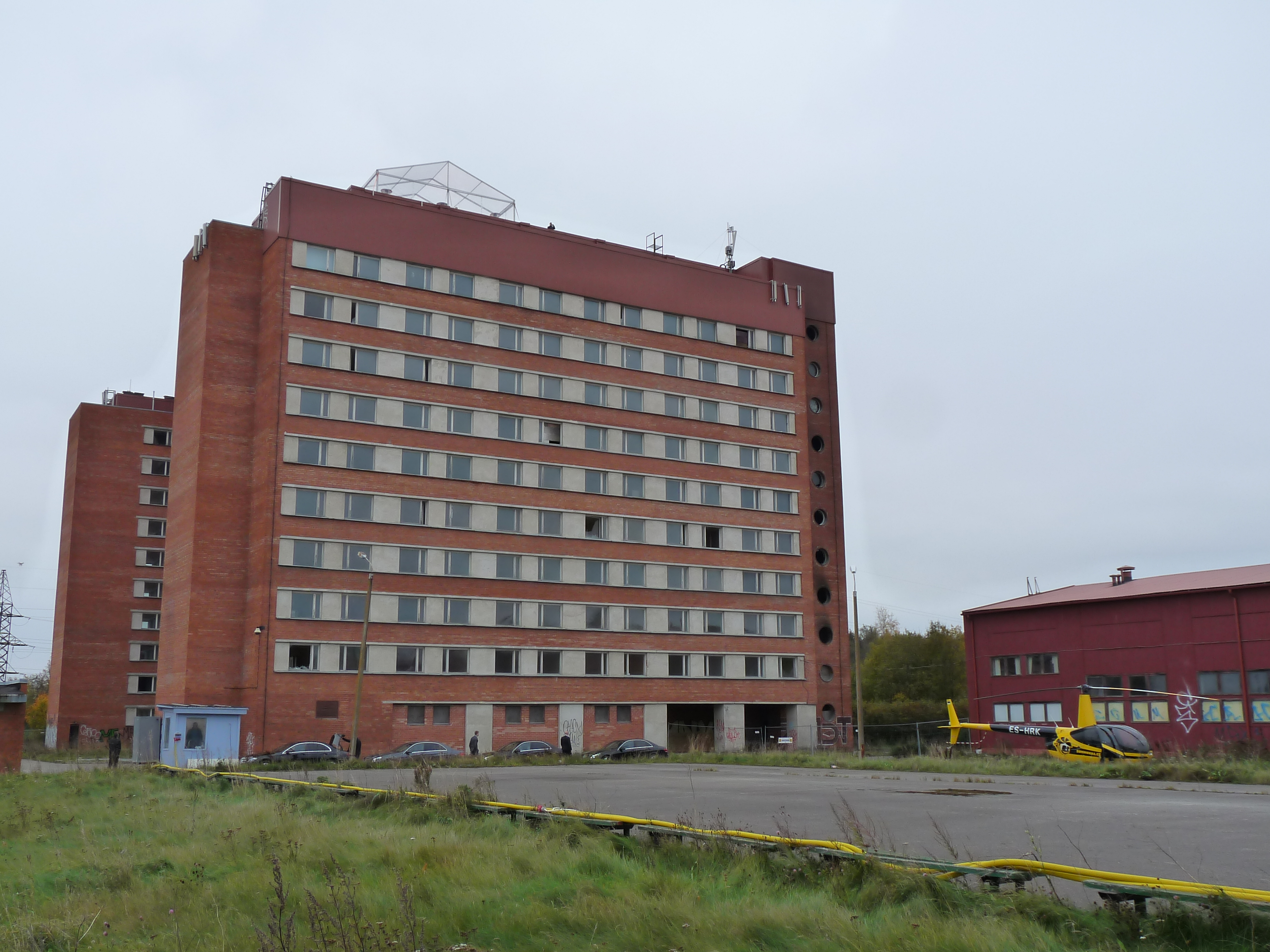
École de l'académie militaire estonienne (et)
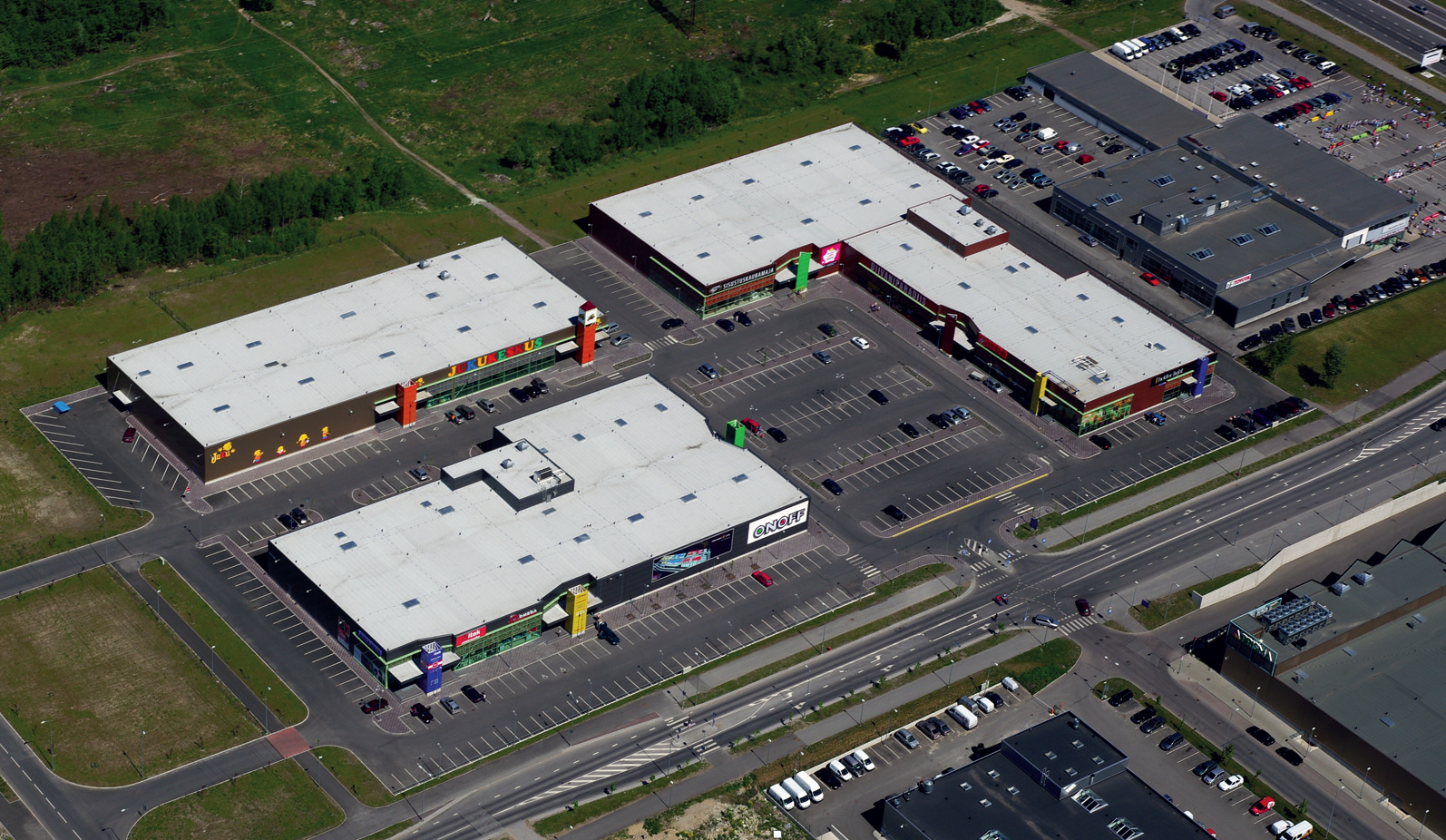
Vue aérienne du centre Tähesaju City.
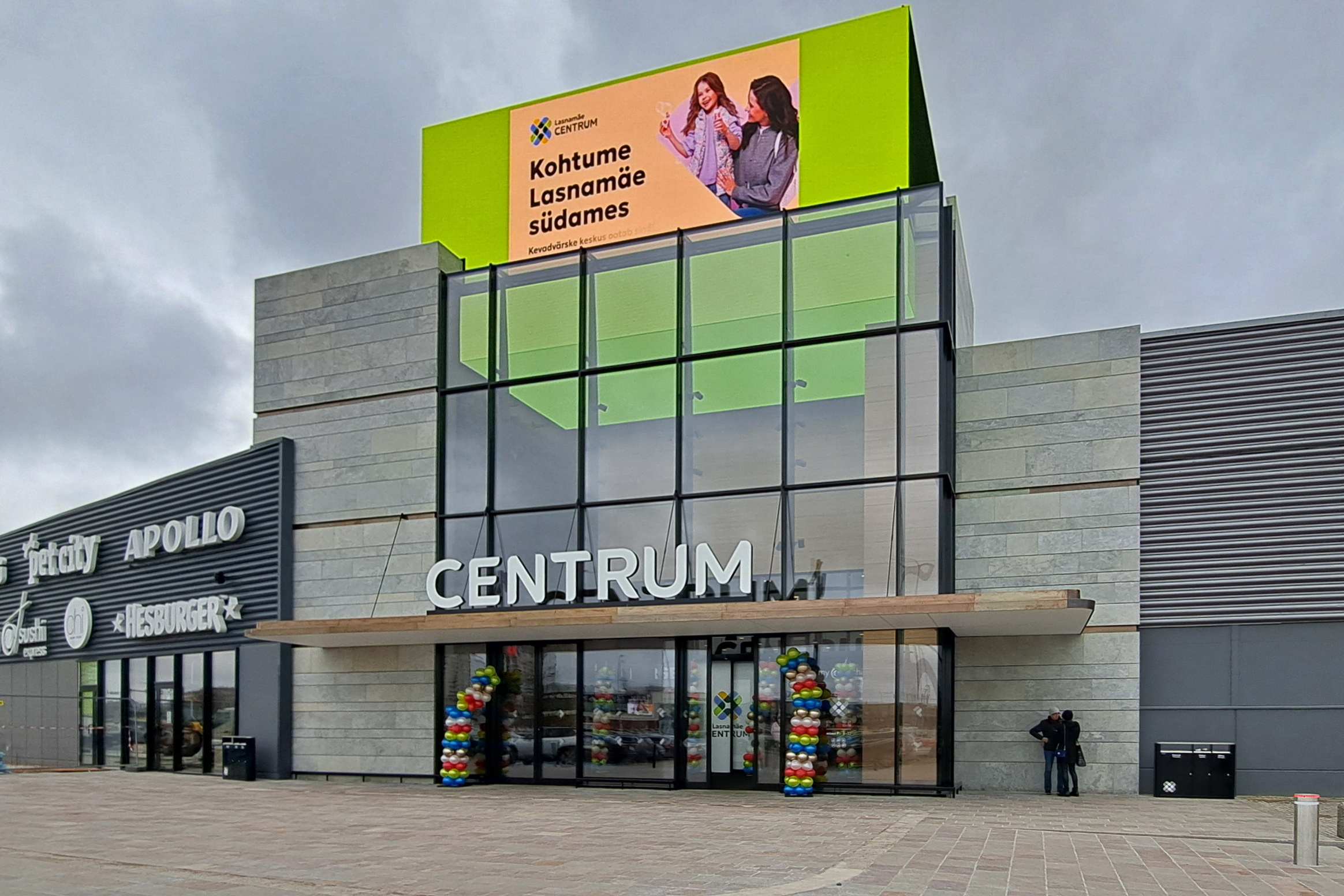
Centre commercial Centrum.

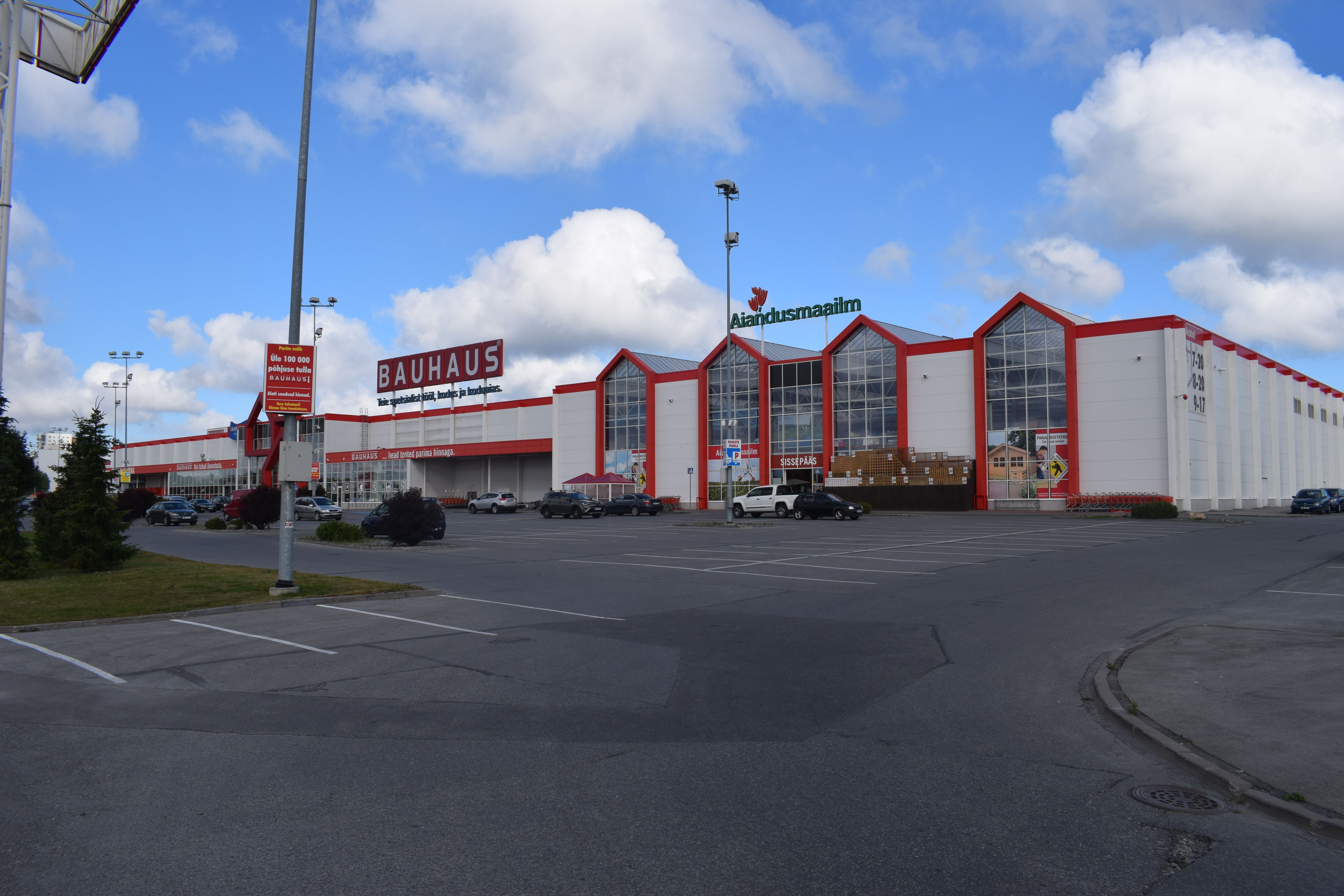
Magasin de matériaux de construction Bauhaus
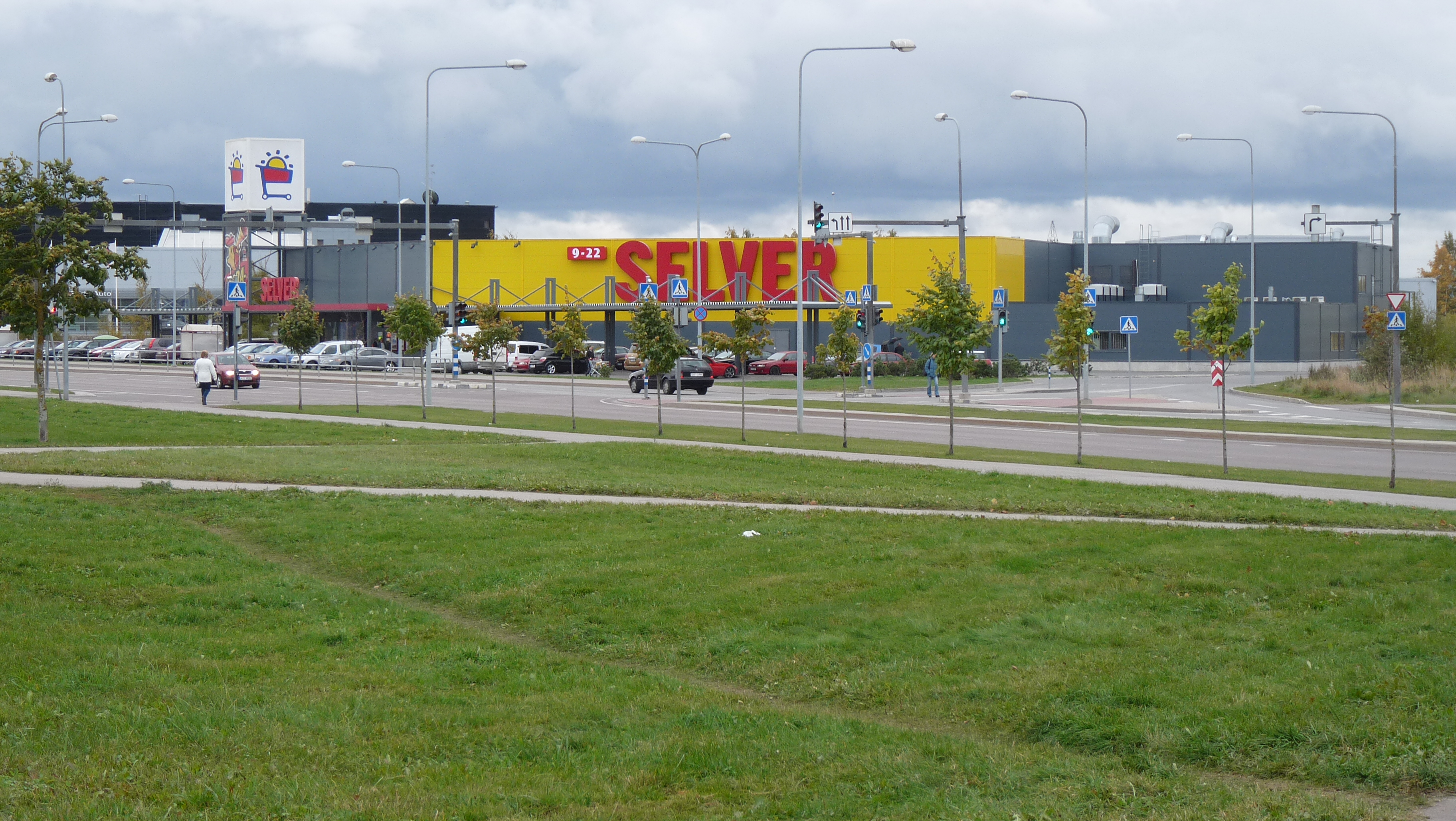
Magasin Selver
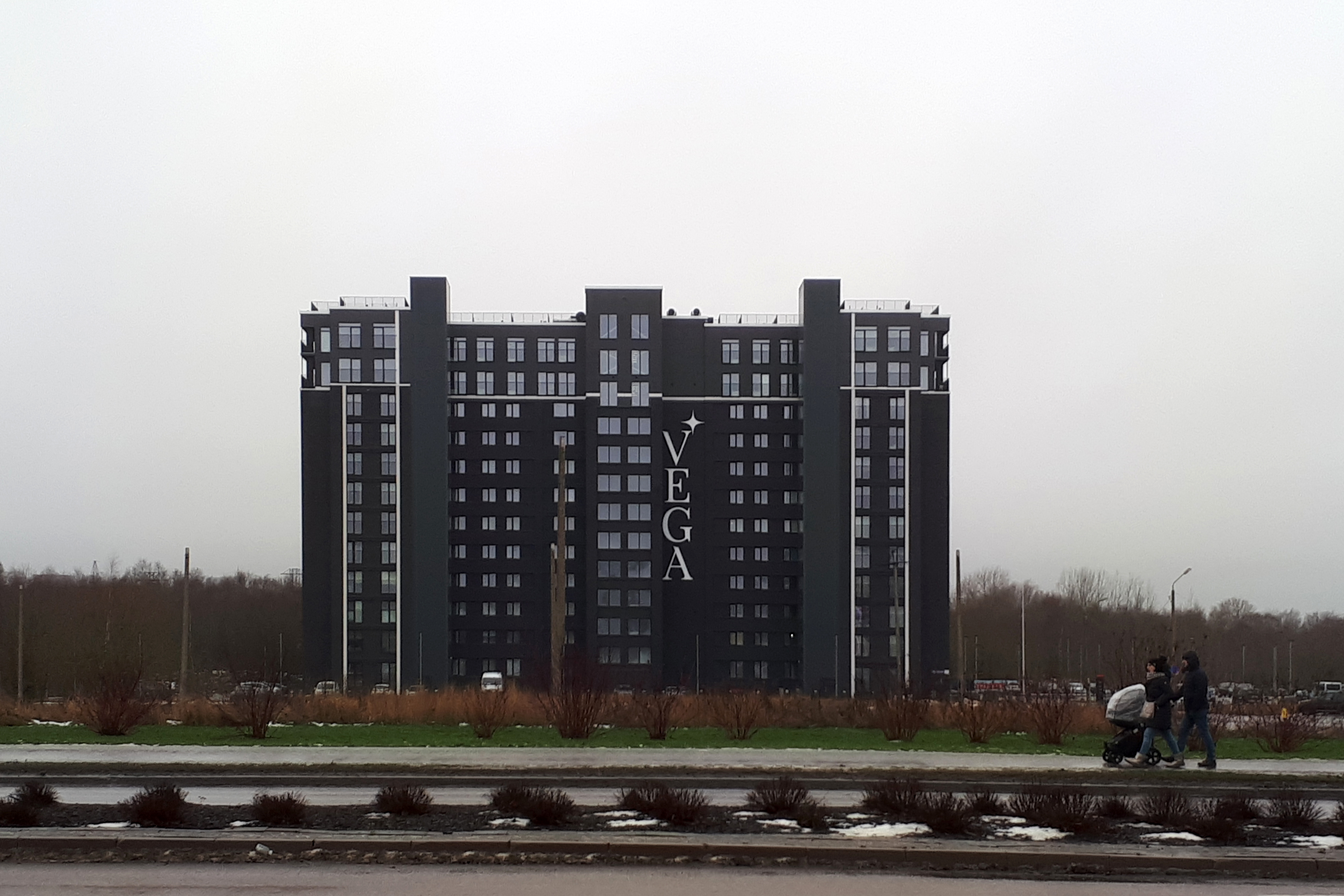
Immeuble résidentiel Vega.
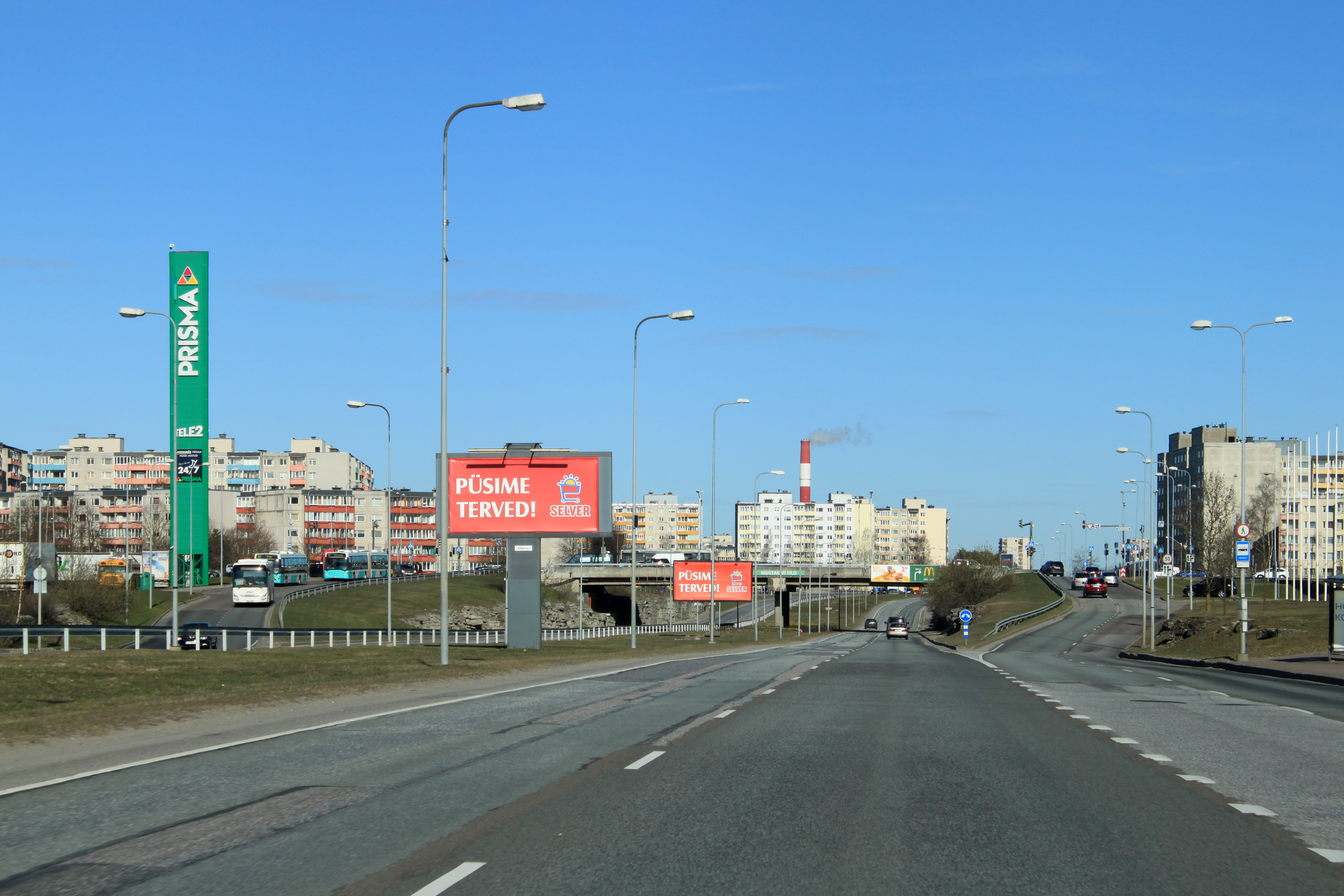
Pont de Mustakivi.